# Hailey Bieber
Hailey Rhode Bieber (Tucson, 22 de novembro de 1996) é uma modelo, influenciadora e empresária norte-americana. Ela foi destaque em campanhas para grandes marcas como Guess, Miu Miu, Jimmy Choo, Tommy Hilfiger e entre outras. Hailey já conta com mais de 14 capas da Vogue e atualmente trabalha apenas como modelo fotográfica, mas em seus anos de atuação nas passarelas chegou a desfilar para Versace, Bottega Veneta, Off-White, Tommy Hilfiger e Moschino. Ela é filha do ator americano Stephen Baldwin, neta materna do cantor brasileiro Eumir Deodato e esposa do cantor canadense Justin Bieber.

## Biografia
Hailey nasceu em Tucson, nos Estados Unidos. Juntamente com sua irmã mais velha Alaia Baldwin, são filhas do ator Stephen Baldwin, o mais novo dos irmãos Baldwin, e da designer gráfica brasileira Kennya Deodato Baldwin, com origem em Minas Gerais e Rio de Janeiro. Sua mãe brasileira é descendente de italianos e portugueses, seu pai americano é descendente de ingleses, irlandeses, escoceses, franceses e alemães. Seu avô materno, Eumir Deodato, é um produtor musical brasileiro. Hailey não fala português fluente, mas entende algumas palavras no idioma.

## Carreira
Hailey assinou contrato com a Ford Models e fez campanha com Ralph Lauren, Brandy Melville, Topshop e French Connection. Baldwin modelou para Topshop, Sonia Rykiel, Moschino, Tommy Hilfiger e Philip Plein. Já apareceu em revistas, incluindo Tatler e LOVE. Em 2015, assinou com Heroes Models. A sua primeira agência de modelos foi a agência de Nova York, Ford Models. Ela apareceu inicialmente em revistas como Tatler, LOVE, V e i-D. Sua primeira campanha comercial foi para a marca de roupas French Connection, no inverno de 2014. Em outubro de 2014, ela fez sua estreia na pista para a Topshop e a estilista francesa Sonia Rykiel. Em dezembro de 2014, ela participou de uma sessão de fotos para a LOVE Magazine, que também produziu um curta-metragem do fotógrafo Daniel Jackson e foi lançado no canal oficial da revista no YouTube.
Em janeiro de 2015, Hailey foi fotografada para a American Vogue e em março, para a Teen Vogue. Em abril, ela se envolveu em uma oportunidade para sua primeira capa de revista da Jalouse Magazine, junto com a modelo masculina Lucky Blue Smith. No mesmo mês, ela também esteve envolvida em duas outras capas de capa, para a edição holandesa da L'Officiel e para a edição americana da Wonderland Magazine e foi retratada nos editoriais das revistas Miss Vogue e W. Em julho de 2015, ela foi destaque na publicidade de Ralph Lauren ao lado do cantor australiano Cody Simpson, e em outubro voltou para a pista de Tommy Hilfiger e Philipp Plein. Em janeiro de 2016, Hailey apareceu em uma campanha de Ralph Lauren e filmou um editorial para a edição coreana da Vogue. Depois de desfilar novamente para Tommy Hilfiger em fevereiro, apareceu em campanhas de primavera / verão para Philipp Plein e Tommy Hilfiger. No mesmo período, ela também foi filmada para a Self Magazine e filmou para um comercial da marca de roupas H&M, que caiu no período do Coachella Music Festival. Em março de 2016, ela assinou um contrato com a agência de modelos de alto perfil New York da IMG Models e em maio apareceu na capa de Marie Claire, que lhe deu o título de "cara nova". A capa americana também foi a mesma da edição de julho da edição holandesa da revista. Em junho, caminhou para Moschino com supermodelos de alto perfil como Miranda Kerr, Alessandra Ambrosio, Jourdan Dunn e Chanel Iman e no mesmo mês ela também estreia como modelo para uma publicidade de Guess.
Posteriormente, Hailey foi fotografada e filmada para uma campanha de calçados da UGG, ao lado da supermodelo Rosie Huntington-Whiteley. Junto com Joan Smalls, Hailey também foi o rosto da linha de roupas de edição limitada de Karl Lagerfeld, disponível na América do Norte, intitulada "Love From Paris". Hailey também apareceu nos editoriais da Glamour Magazine e da Vogue italiana. Em setembro, ela participou da New York Fashion Week, indo para Tommy Hilfiger, Prabal Gurung, Jeremy Scott, Tory Burch e Matty Bovan. Depois viajou para Londres, onde recebeu a pré-London Fashion Week Party no Stradivarius e fez um desfile para Julien Macdonald, depois em Milão, caminhando para a Dolce & Gabbana, e também em Paris, caminhando para Elie Saab. Hailey também apareceu em publicidade para a coleção de roupas esportivas de Prabal Gurung. Mais tarde, ela participou de campanhas para a coleção de férias de Guess e a gravadora australiana Sass & bide. Em novembro, Hailey apareceu na capa da edição australiana da Harper's Bazaar e participou de um editorial francês da Elle. Em 2017, apareceu na capa do Spanish Harper's Bazaar, juntamente com o modelo masculino Jon Kortajarena e as edições americana, britânica e japonesa da Elle.

### Outros projetos

#### Aparições na televisão e atuação
Em 2005, aos 9 anos, Baldwin apareceu ao lado de sua família no documentário televisivo Livin It: Unusual Suspects e em 2009 ela fez uma participação especial em um episódio da série Saturday Night Live ao lado de seu tio Alec Baldwin. Mais tarde, em 2011, ela apareceu como o interesse amoroso do cantor australiano Cody Simpson no videoclipe da música "On My Mind" como parte de seus primeiros trabalhos e, vários anos depois, em 2016, ela teve papel em um segundo videoclipe "Love To Love You Baby ", do francês modelo masculino e cantor Baptiste Giabiconi, um cover da canção homônima de Donna Summer lançado em 1975.

#### Apresentadora
Em 25 de outubro de 2015, trabalhou como apresentadora de TV no MTV Europe Music Awards em Milão, na Itália, revelando ao lado da supermodelo italiana Bianca Balti e do rapper inglês Tinie Tempah, o vencedor do prêmio de melhor videoclipe, ganho por Macklemore e Ryan Lewis pelo videoclipe de sua música "Downtown".
Em 19 de junho de 2016, ela co-organizou com a modelo Gigi Hadid anunciando uma exposição ao vivo de Shawn Mendes no 2016 iHeartRadio Much Music Video Awards em Toronto, no Canadá.
A partir de 2 de maio de 2017, ela começou a apresentar um novo show do TBS, Drop the Mic, com o rapper Method Man, que apresenta quatro celebridades enfrentando uma série de batalhas de rap.

## Vida pessoal
O principal alvo profissional de Hailey era se tornar uma dançarina de balé clássico profissional, mas ela teve que parar seu treinamento devido a uma lesão no pé.
Hailey foi criada como uma cristã evangélica e muitas vezes compartilha citações da bíblia nas redes sociais.
| “ | "Eu fui criada na igreja. Fui educada nessa vida, e acho que é muito importante que todos estejam em contato com sua espiritualidade e ter um relacionamento com Deus, nem todo mundo vai acreditar no Deus em quem eu acredito, mas é algo que eu não tenho medo de compartilhar com as pessoas, porque eu sei como isso me inspira - como isso afeta positivamente minha vida [...]. Eu acho que Deus meio que me colocou no lugar da minha vida para não ficar quieto sobre isso, não ficar quieto sobre Ele, mas para alcançar as pessoas e inspirar as pessoas." | ” |

No dia 7 de julho de 2018, Hailey noivou com o cantor canadense Justin Bieber. Eles haviam previamente namorado em dezembro de 2015 a janeiro de 2016, antes de se separarem. Após terem se reconciliado em maio de 2018, segundo o portal TMZ, Hailey e Justin se casaram no mês de setembro. Hailey mudou seu sobrenome para o do marido e passou a assinar Hailey Bieber.

Em 12 de março de 2022, de acordo com o TMZ, Hailey foi internada em Palm Springs, na Califórnia, com "danos cerebrais". De acordo com ela, os sintomas passaram naturalmente após algumas horas. Os médicos realizaram uma bateria de testes e suspeitaram que os sintomas podiam envolver sequelas da COVID-19. Por meio de sua conta no Instagram, Hailey informou que teve alta e que estava bem, mas a equipe médica continuou investigando o que pode ter acontecido.
Em 9 de maio de 2024, Hailey e Justin anunciaram que estão a espera do primeiro filho.

## Filmografia

### Cinema
| Ano  | Título    | Papel     |
| ---- | --------- | --------- |
| 2018 | Ocean's 8 | Ela mesma |

### Televisão
| Ano       | Título       | Papel         | Notas             |
| --------- | ------------ | ------------- | ----------------- |
| 2017–2019 | Drop the Mic | Apresentadora | 32 episódios      |
| 2021      | Dave         | Ela mesma     | Episódio: "Antsy" |

### Videoclipes
| Ano  | Título                | Artista                       |
| ---- | --------------------- | ----------------------------- |
| 2011 | On My Mind            | Cody Simpson                  |
| 2016 | Love To Love You Baby | Baptiste Giabiconi            |
| 2019 | 10,000 Hours          | Dan + Shay & Justin Bieber    |
| 2020 | Stuck with U          | Ariana Grande & Justin Bieber |
| 2020 | Popstar               | DJ Khaled ft. Drake           |